# Awu
Awu är en köping i nordvästra Kina. Den ligger i Dangchang härad i staden Longnan i provinsen Gansu, omkring 200 kilometer söder om provinshuvudstaden Lanzhou. Antalet invånare är 9 677. Befolkningen består av 4 519 kvinnor och 5 158 män. Barn under 15 år utgör 23,0 %, vuxna 15-64 år 67 %, och äldre över 65 år 8,0 %.